# Abdullah Otayf
Abdullah Ibrahim Yahya Otayf (arabiska: عبدالله إبراهيم عطيف), född 3 augusti 1992 i Riyadh, är en saudisk fotbollsspelare som spelar för Al-Hilal i Saudi Professional League. Han representerar även Saudiarabiens fotbollslandslag.
Otayf har representerat landslaget i såväl VM 2018 som VM 2022.